# To All the Boys: Always and Forever
To All the Boys: Always and Forever ist ein amerikanischer Liebesfilm aus dem Jahr 2021 unter Regie von Michael Fimognari. Wie in den beiden Vorgängern To All the Boys I’ve Loved Before (2018) und To All the Boys: P.S. I Still Love You (2020) sind Lana Condor und Noah Centineo in den Hauptrollen zu sehen. Der Film basiert auf dem 2017 erschienenen Roman To All the Boys: Always and Forever, Lara Jean von Jenny Han. Seit 2023 wird die Spinoff-Serie XO, Kitty um Kitty ausgestrahlt.

## Handlung
Lara Jean verbringt die Ferien gemeinsam mit ihren beiden Schwestern, ihrem Vater und dessen Verlobten Trina in der südkoreanischen Hauptstadt Seoul. Dabei finden sie auch das Liebesschloss, das Lara Jeans Mutter am N Seoul Tower aufgehängt hat, als sie mit ihrem Vater dort war. Sie befestigen ein weiteres Schloss daran mit ihren jeweiligen Initialen. Über ihr Smartphone ist sie häufig in Kontakt mit ihrem Freund Peter. Dieser hat bereits seine Zusage aus Stanford. Lara Jean möchte dort auch studieren, da es eine gute Uni ist, und ist der Auffassung, dass Fernbeziehungen kein Studium überstehen. Sehnlichst wartet sie auf die Antwort von Stanford. Weiterhin hat sie sich an weiteren Universitäten beworben, darunter auch an der New York University, da ihre ältere Schwester Margot der Meinung ist, man müsse sich auch an einer Ostküsten-Uni bewerben.
Zurück in den USA steht einiges bevor. Ihr Vater und Trina wollen heiraten und Lara Jean steht ihre Abschlussfahrt bevor.

## Rezeption

### Kritiken
To All the Boys: Always and Forever erhielt überwiegend positive Kritiken. Kimber Myers von der Los Angeles Times betont, dass auch die Nebenfiguren eine gute Charaktertiefe aufweisen und dass der Film ein Liebesbrief an alle Figuren sei und nicht nur an Lara Jean und Peter.

### Auszeichnungen
MTV Movie & TV Awards 2021
- Auszeichnung als Bester Film[2]